# Nagelbrett-Animation
Nagelbrett-Animation oder Nadelwandanimation nutzt die so genannte Nagelwand, bei der es sich um eine Fläche handelt, die mit beweglichen Nägeln, von denen jeder einzelne unterschiedlich weit aus der Wand herausragen kann, gespickt ist. Die Fläche wird von der Seite beleuchtet, wodurch die Nägel Schatten werfen. Diese Technik wurde dazu genutzt animierte Filme mit verschiedensten Effekten zur Darstellung von Oberflächenstrukturen, die mit jeder anderen Animationstechnik, wie beispielsweise der Animation mit Cels, nur schwer zu erreichen sind, zu produzieren.

## Ursprung
Die Technik wurde von Alexandre Alexeieff und seiner Ehefrau Claire Parker in ihrem gemeinsamen Studio in Paris erfunden und entwickelt. 1932 führten sie erste Tests durch, und 1935 wurde Parker das französische Patent von dem Institut national de la propriété industrielle auf ihren Namen zugesprochen, 1937 folgte diesem das US-Patent. Die beiden produzierten damit innerhalb von 50 Jahren insgesamt sechs Kurzfilme. Da das Gerät schwierig zu bedienen ist, weisen diese Filme nur eine geringe Laufzeit auf, und, weil die Bilder durch Schatten auf einer weißen Oberfläche entstehen, handelt es sich bei ihnen um Schwarz-Weiß-Filme. Durch die poetische Art und die Qualität der Animation wurden Alexeieff und Parker über die Jahre mit zahlreichen Auszeichnungen geehrt.
Ob das National Film Board of Canada (NFB) an der Entwicklung der Technik beteiligt war, ist unbekannt. Es kaufte jedoch eine der von Alexeieff und Parker gebauten Nagelwände und am 7. August 1972 demonstrierten die beiden das Gerät einer Gruppe von Animatoren des NFB. Da Cecile Starr (eine Freundin von Alexeieff und Parker und Verlegerin ihrer Arbeiten in den USA) im Gespräch mit Norman McLaren darauf bestand, die Gelegenheit zu nutzen, um Alexeieffs Wissen zu erhalten, wurde diese Demonstration gefilmt und später unter dem Namen Pin Screen veröffentlicht. Dieser Film ist gemeinsam mit “Pinscreen Tests” (1961) auf Disc Nr. 7 der Norman McLaren: The Master's Edition-DVD-Sammlung zu finden. Wie im Film zu sehen ist, experimentierten zahlreiche Animatoren, darunter auch Caroline Leaf, gegen Ende der Demonstration mit der Nadelwand.
Bis zu seinem Ruhestand im Jahr 2005 beschäftigte sich Jacques Drouin vom NFB mit Nadelwandanimation. Zu seinen Nadelwand-Arbeiten zählte der Film Mindscape/Le paysagiste aus dem Jahr 1976. Zu den aktuellsten NFB-Animatoren, die diese Technik nutzen, gehört Michèle Lemieux mit ihrem Film Here and the Great Elsewhere von 2012. Das NFB soll die weltweit einzige funktionierende Nadelwand für Animationen besitzen. (Stand: Juni 2012)
Ward Fleming patentierte Mitte der 1980er-Jahre einen vertikalen, dreidimensionalen Bildschirm von dem auch kleinere Spielzeugversionen namens “Pin Art” existieren. Obwohl Flemings Bildschirm von der Nagelwand-Technik inspiriert worden sein könnte, und er mit Alexeieffs und Parkers ursprünglicher Nagelwand gewisse Gemeinsamkeiten teilt, sollte er nicht mit dieser verwechselt werden, da er frei bewegliche Nägel, anstatt solche, die in der gewünschten Position verbleiben, verwendet. Außerdem entstehen die Bilder bei Flemings Bildschirm nicht durch Schattenwurf, sondern werden durch die Nägel selbst geformt.

## Der Nagelwand-Apparat
Eine Nagelwand ist eine von tausenden Nägeln durchlöcherte Fläche. Jeder Nagel wirft durch seitlich einfallendes Licht einen Schatten. Der Nagel ist aber dazu fähig unterschiedliche Schatten zu werfen, da er mehr oder weniger weit in sein Loch geschoben werden kann. Die Nägel lassen sich dabei nicht allzu leicht bewegen und leisten einen gewissen Widerstand, damit ungewollte Verschiebungen und damit einhergehende Bildfehler vermieden werden können. Dieser Bewegungswiderstand der Nägel hängt von der Kalibrierung der Nadelwand ab. Die weiße Fläche wird immer dunkler, je weiter die Nägel aus ihr herausragen. Je mehr die Nägel darin versinken, desto weniger Schatten werden geworfen, wodurch die Nagelwand heller wird. Sie nimmt Grautöne an und wird schließlich, wenn die Nägel vollkommen in der Wand verschwunden sind, wieder vollkommen weiß.

## Die Animationstechnik
Laut Claire Parker erlaubten die mit der Nagelwand kreierten Bilder, einen animierten Film zu erschaffen, der der flachen “Comic”-Welt der Cel-Animation entkommen und stattdessen durch Chiaroscuro und Schattierungseffekte in Dramatik und Poesie eintauchen konnte.
Um die gewünschten Grautöne aus den Schatten, die von den Nägeln geworfen werden, zu erhalten, werden verschiedene Methoden genutzt.
Die ursprünglichen Nagelbretter, die von Alexeïeff und Parker gebaut und benutzt wurden, nutzten über eine Million Nägel. Heute stehen diese Nagelbretter im Centre national du cinéma et de l’image animée in der Nähe von Paris. Das Nagelbrett, das sich derzeit im National Film Board of Canada befindet, nutzt 240.000 Nägel. Gruppen von Nägeln werden üblicherweise mit einem kleinen Werkzeug, oder anderen speziellen Apparaten, bewegt. Da sie so dünn sind, ist es sehr schwierig einen einzelnen Nagel zu verschieben. Dies wird auch nicht angestrebt, da dabei das Risiko den Nagel zu verbiegen, und damit das ganze Nagelbrett zu ruinieren, zu hoch ist. Der Schatten, der von einem einzelnen Nagel geworfen wird, ist außerdem kaum wahrnehmbar. Nur wenn sie in Gruppen bewegt werden, ist die Dichte der Schatten der Nägel groß genug, um den Chiaroscuro-Effekt zu erzielen. Gruppen von Nägeln werden mit unterschiedlichen Werkzeugen hinein gedrückt und hervorgebracht. Diese reichen von eigens dafür hergestellten Werkzeugen, über alltägliche Gegenstände, wie Glühbirnen, Löffeln und Gabeln, bis zu russischen Matroschka-Puppen. Die Einzelbilder werden nacheinander kreiert, wobei jedes durch Veränderung seines Vorgängers entsteht. Nachdem jedes Einzelbild fotografiert worden ist, werden die Bilder aneinander gereiht, um den gewünschten Effekt der Animation zu erreichen. Der Rahmen, in dem sich die Nägel befinden, muss dabei sehr stabil verbaut und sicher befestigt sein, damit jedes einzelne Bild, das sorgfältig Tag für Tag, Woche für Woche zusammengestellt worden war, stabil von der Animationskamera erfasst werden kann.
Diese Art der Animation kostet extrem viel Zeit und ist schwierig auszuführen, wodurch sie zu der unbeliebtesten Animationstechnik wurde. Einen weiteren Grund für ihre Unbeliebtheit stellen ihre hohen Kosten dar. Einzeln sind die Nägel relativ günstig zu erwerben, um ein einziges Nagelbrett zu füllen, werden aber häufig über eine Million Nägel genutzt, wodurch die Produktionskosten des Brettes rapide ansteigen.

## Digitale Nagelbrett-Animation
Da der Animationsprozess so kosten- und arbeitsintensiv ist, wurden einige Computerprogramme entwickelt, die die Bilder, die ein physisches Nagelbrett liefert, simulieren sollen.
Einer der Vorteile eines digitalen Nagelbretts ist die Fähigkeit, Bilder exakt wiederherstellen zu können. Bei einem traditionellen Nagelbrett kann ein zuvor geschaffenes Bild, nachdem es durch ein neues Bild ersetzt worden ist, nur wiederhergestellt werden, indem es noch einmal vollkommen neu zusammengestellt wird, wobei es dabei keine Garantie auf die Genauigkeit der Wiederherstellung gibt. Bei einem digitalen Nagelbrett hingegen kann dasselbe Bild wiederhergestellt und verändert werden, ohne es vorher neu zusammenzustellen.